# دهستان چاه‌ورز
دهستان چاه‌ورز از توابع بخش چاه‌ورز در شهرستان لامرد استان فارس ایران است؛ این دهستان در سال ۱۳۷۲ تأسیس شد.
مرکز این دهستان شهر چاه‌ورز حدود ۳۵۰ کیلومتر با شیراز فاصله دارد و در ۴۸۶ متری از سطح دریا و در منطقهٔ کوهستانی زاگرس جنوبی واقع شده و آب‌وهوای آن گرمسیر و مالاریائی است.